# 山口きらら博
山口きらら博（やまぐち - はく）は、山口県吉敷郡阿知須町（現・山口市）きらら浜で開催された地方博覧会である。正式名称は「21世紀未来博覧会」、通称「きらら博」。開催期間は2001年（平成13年）7月14日から9月30日までの79日間。

## 概要

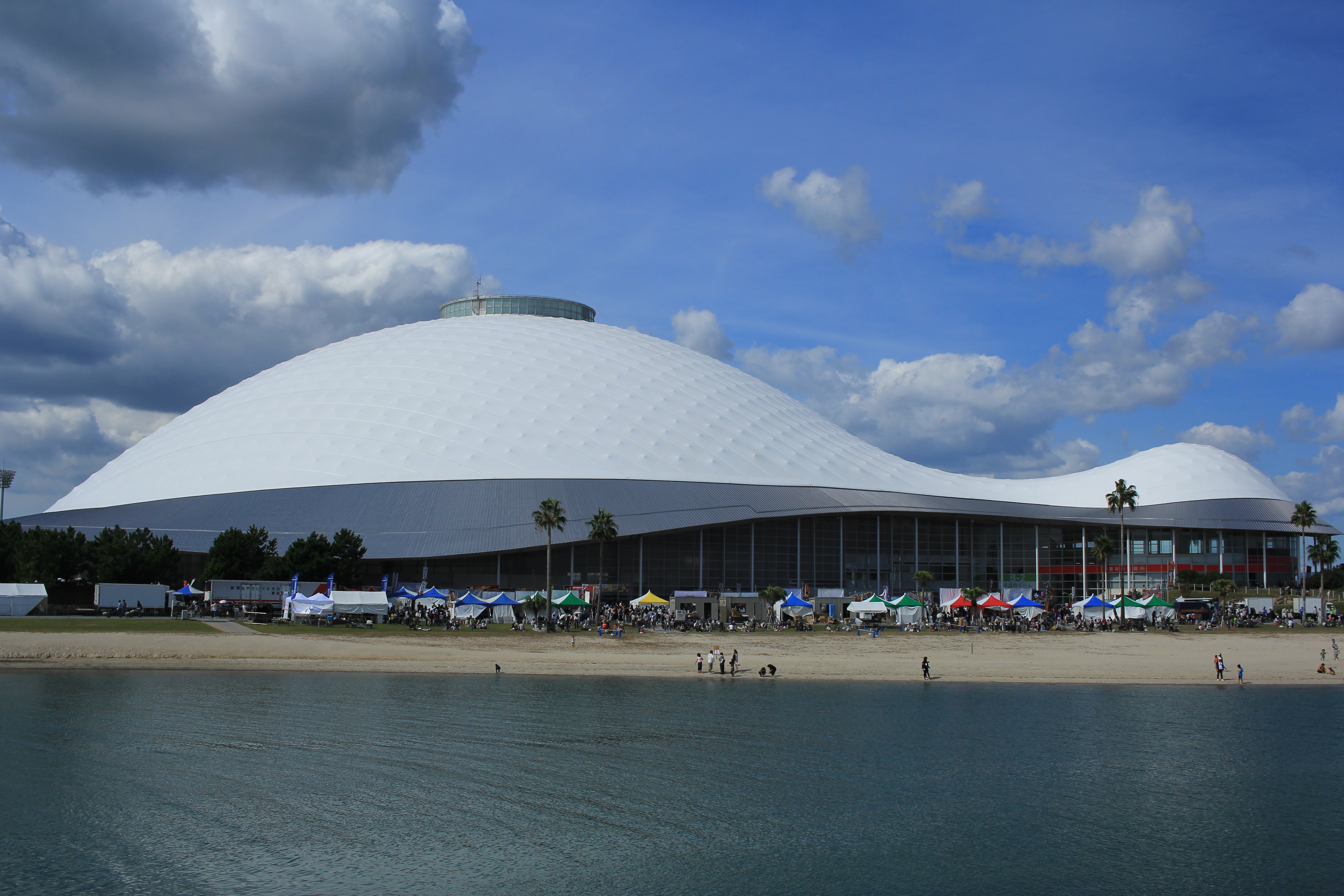
きららドーム

テーマは「いのち燦（きら）めく未来へ」。海に面した会場内を街のゾーン、やまぐちゾーン、スポーツゾーン、ゲートゾーン、テーマゾーン、ラグーンゾーン、アミューズメントゾーンに分け入場者にわかりやすくした。一番のメインイベントはきららドームで行われた山本寛斎プロデュースのパフォーマンスイベント「やまぐち元気伝説」。平日は2回、土日・祝日は3回ずつ公演した。
開会式の模様はNHKの衛星放送で全国に生中継された。県内のメディアでは民放テレビ3局全てが情報カメラを設置した他、山口放送は期間中、ラジオのサテライトスタジオを設置、テレビ山口、山口朝日放送も会場内から番組を放送した。また、期間中にイベントFMエフエムきららが開局した。その他県内に関係する企業ではマツダ、宇部興産、トクヤマ、山口銀行、松下グループ、日立グループ、東ソー、ブリヂストンなどがパビリオンを出展している。
最優秀パビリオンに贈られるジャパンエキスポ大賞（日本イベント産業振興協会主催）には山口銀行のパビリオン「カラクリドリームシアター」が受賞している。

## 博覧会の成果
2001年（平成13年）はほぼ同じ時期に福岡県北九州市で北九州博覧祭2001が、福島県須賀川市でうつくしま未来博が開かれており、同時期に3つの地方博覧会が重複する状況となっていた。特に、北九州博覧祭とは開催期間や集客範囲で競合して、さらには立地面で極めて不利（北九州博覧祭はスペースワールド駅前のスペースワールド隣接地で開催された）という見方が強く、開催前はきらら博は満足な集客が得られないのではという意見が専らであった。
しかしながら、ボランティアスタッフをはじめとする県民総参加による協働の成果もあって、結果的に総入場者数は79日間で251万4178人という成果を収めた。これは当時の山口県の人口（約150万人）を大きく上回り、北九州博覧祭が7月4日から11月4日までの124日間で215万8465人が入場した数字と比較しても、遜色ないものであったといえる。
きらら博ではゴミを出さないことを徹底し分別などを細かくした結果、期間中に排出したゴミは約1tだった。また、前述の通り県の入場者数の目標の200万人を大幅に超えたこともあり、博覧会そのものは成功裏に終わったといえる。ただ、博覧会前に整備された山口宇部道路と山陽自動車道宇部下関線の利用者数の低迷などの問題（もっとも、両者とも山口きらら博のためだけに整備されたわけではない）や、山口きらら博跡地を含めた阿知須干拓地の利用計画策定が十分に進んでいないこともあり、博覧会の成果としては議論の余地が残るという見方もある。
会場の跡地は、きらら元気ドームをはじめとする一部施設を活用・再整備し、山口県立きららスポーツ交流公園として開園した。その後同公園は都市公園に移行し、現在は山口きらら博記念公園となっている。会場に設置されていた大観覧車は、福島県郡山市の商業施設・ショッピングモールフェスタに移設され、2002年8月から「ビッグルーレット」の名称で営業していたが、2017年3月に老朽化のため営業を終了した。

## 山口県内の「きらら」の名を冠した団体・施設
博覧会終了後も「きらら」という名称は山口県内の施設や団体の名称に採用されている。
- エフエムきらら - もともとは山口きらら博のイベントFM局として設置されたものであるが、博覧会終了後にコミュニティFM局として宇部市新天町に開設された。
- きららオーガニックライフ - 美祢市にある観光農園。
- きららガラス未来館 - 山陽小野田市にある生涯学習施設。現代ガラス作品の展示や吹きガラス体験などが行われている。
- きらら交流館 - 山陽小野田市にある交流・研修施設。
- きらら山口 - 山口県が発行していた県外広報誌。
- きらら山口ファイティングスターズ - 6人制バレーボールチーム。
- 道の駅きらら あじす - きらら浜内にある道の駅。
- 山口きららマウントG - 防府市の社会人野球に加盟する野球のクラブチーム。
- ラウンジ「きらら」 - 山口宇部空港内のラウンジ。
- 消防防災ヘリ「きらら」 - 山口県が所有する消防防災ヘリコプター。
- きららシニア山口 - 山口県老人クラブ連合会の愛称。
- やまぐちきらら牛乳 - やまぐち県酪乳業が製造販売する牛乳。

## 公式キャラクター
公式キャラクターとしては、モジャピー、ウルリン、ドンガ、ダンチャ、アコポコの5人組で構成される山口きららバンドが用いられた。全国から一般公募で募集され、5,925点の応募の中から採用された。また、2006年（平成18年）に山口県で開催された国民文化祭の公式キャラクターとしても使用されている。